# Gus Pope
Augustus Russell "Gus" Pope, född 29 november 1898 i Seattle, död 1953, var en amerikansk friidrottare.
Pope blev olympisk bronsmedaljör i diskus vid sommarspelen 1920 i Antwerpen.